# 古莱什部落
古莱什部落（阿拉伯語：قريش，又译古莱西部落）是在伊斯兰教这一宗教信仰产生之时占据着麦加城的一支部落。伊斯兰教的先知穆罕默德本身自是古莱什族族人。这支部族有多神教信仰传统，并崇拜偶像，最终降服于伊斯兰教。